# Lista gatunków z rodzaju wierzba

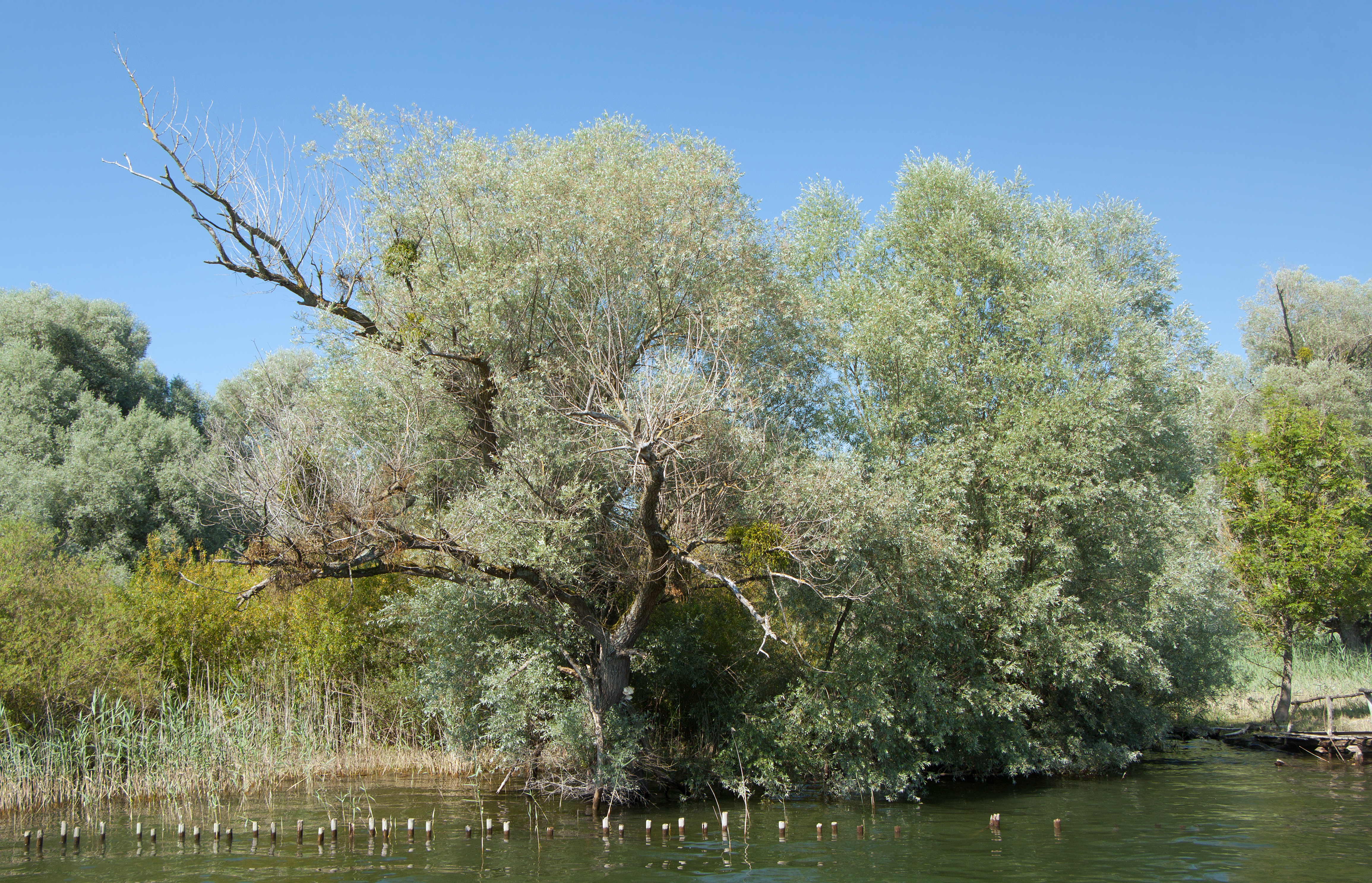
Wierzba biała

Lista gatunków z rodzaju wierzba (Salix L.) – lista gatunków rodzaju roślin należącego do rodziny wierzbowatych (Salicaceae). Według bazy Plants of the World Online do tego rodzaju należy co najmniej 467 gatunków o nazwach zweryfikowanych i zaakceptowanych oraz co najmniej około 200 nazwanych mieszańców międzygatunkowych.
Lista gatunków

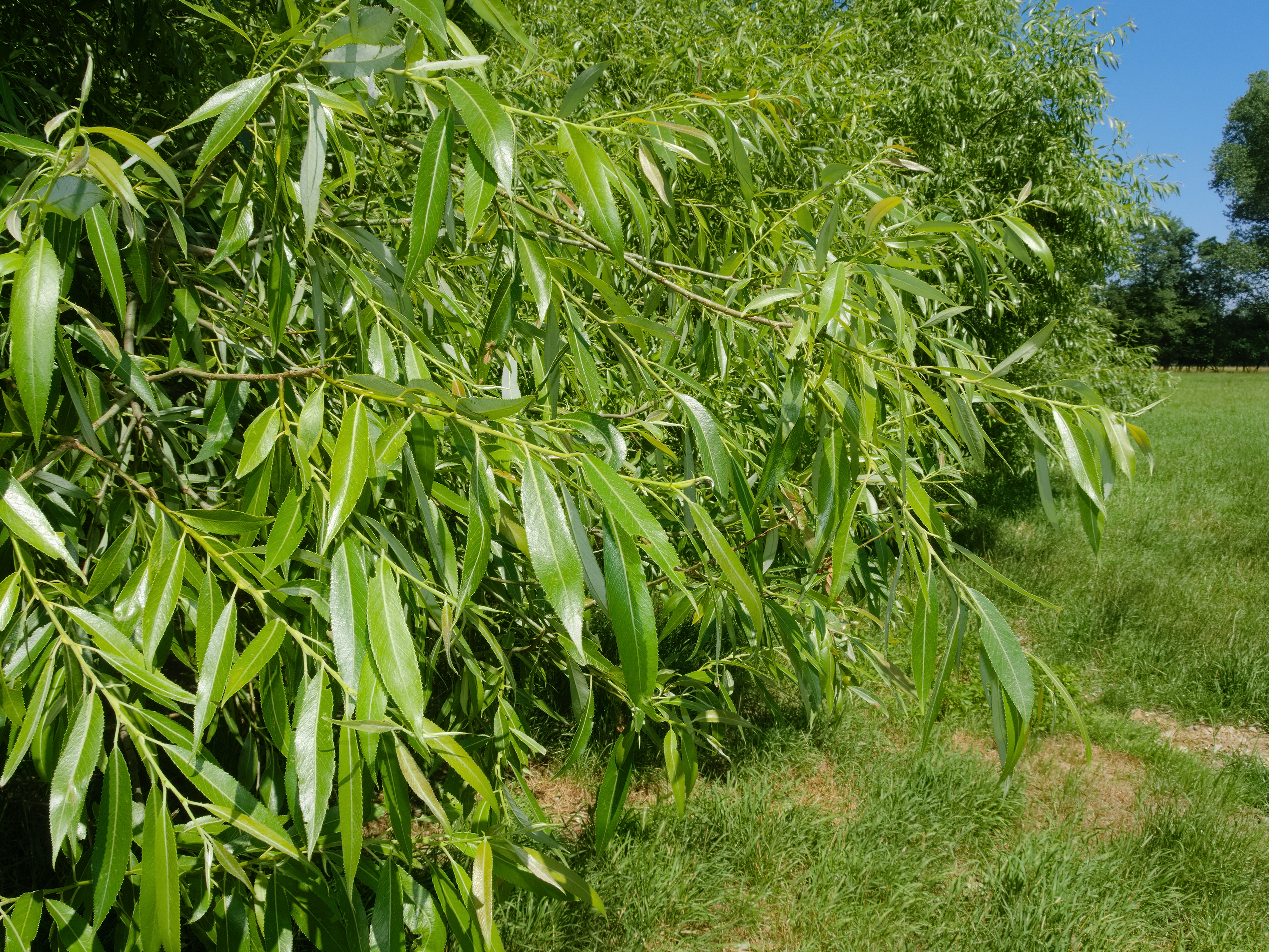
Wierzba krucha

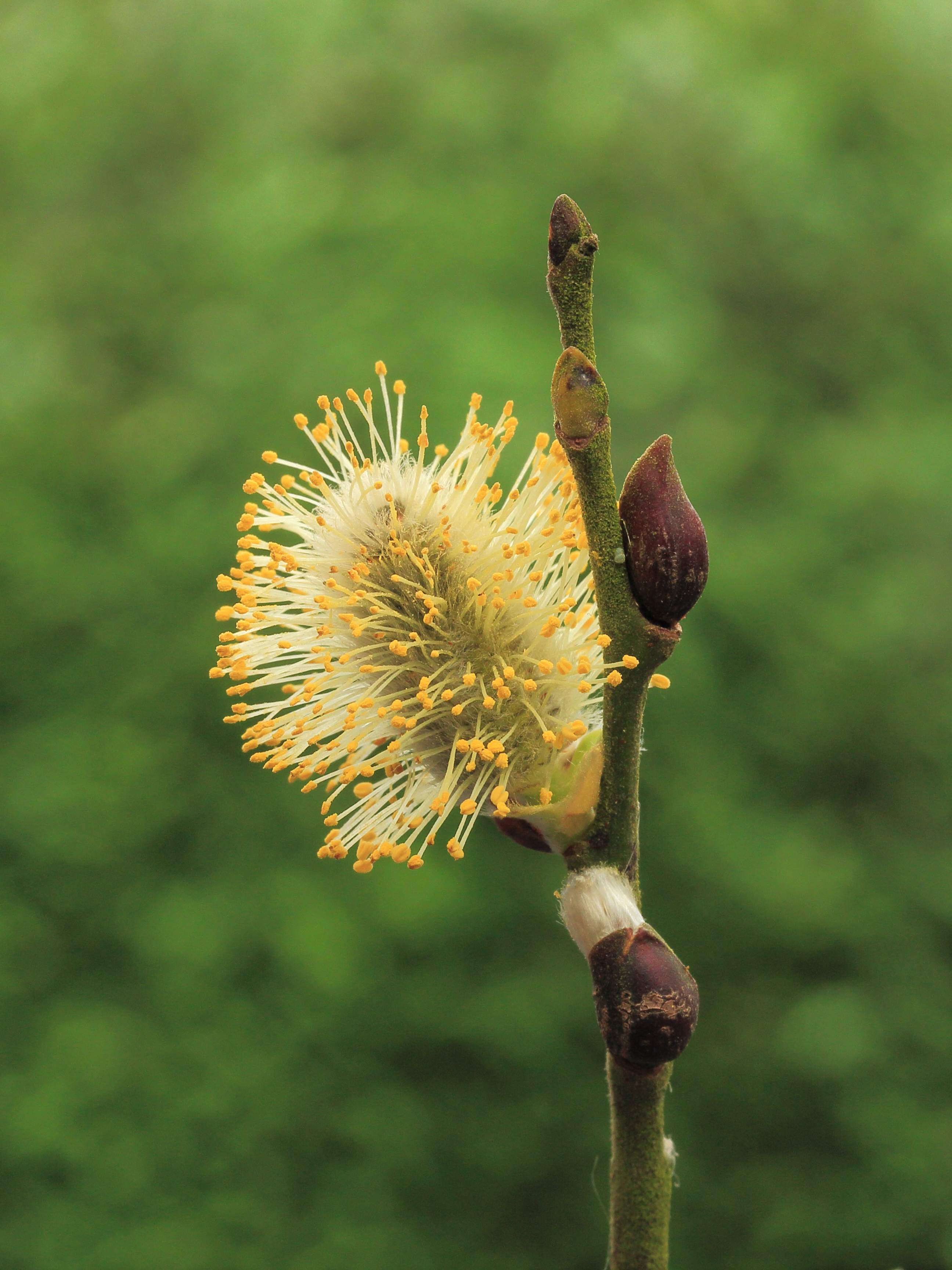
Kwiatostan męski wierzby iwy

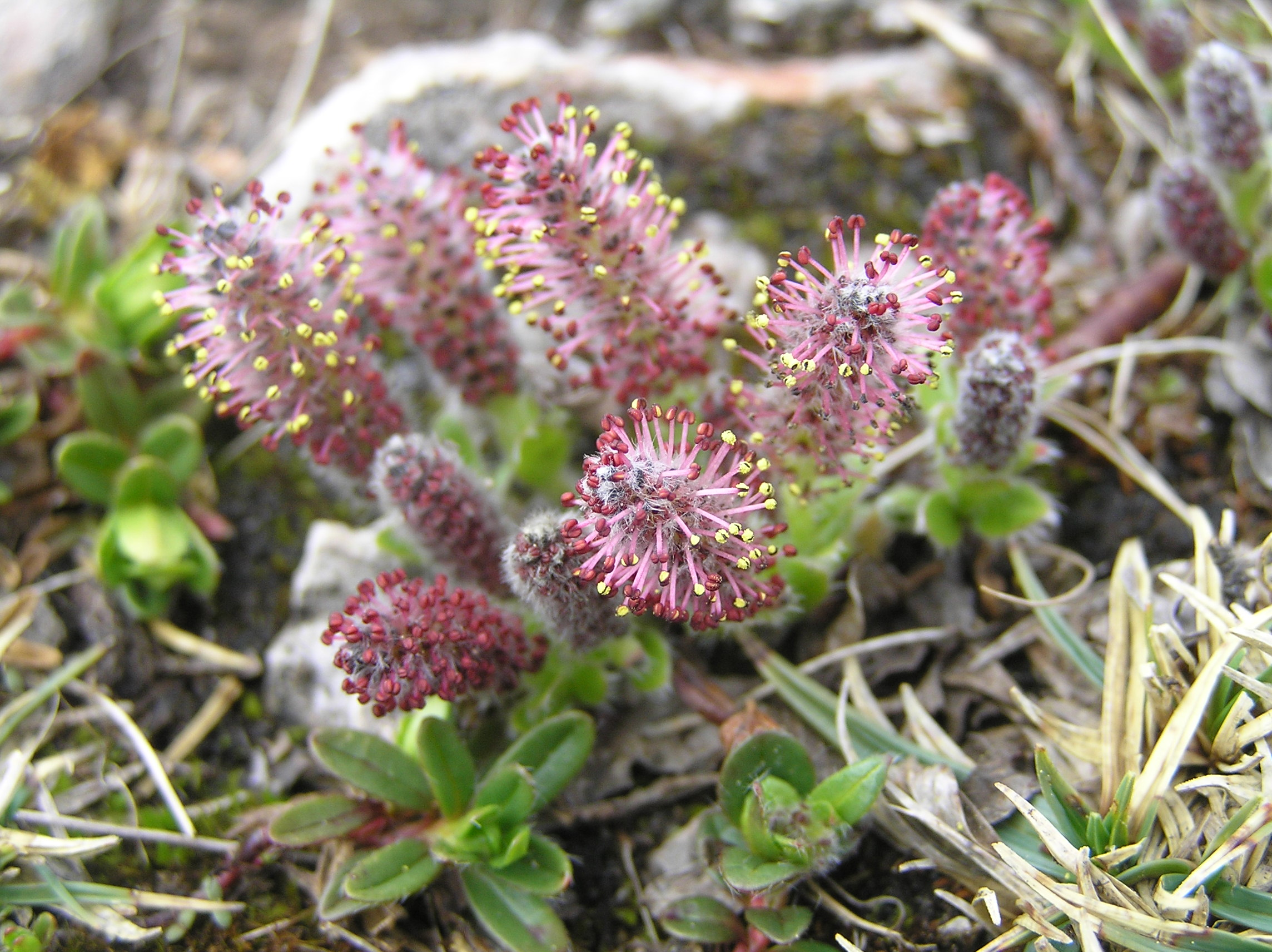
Wierzba alpejska

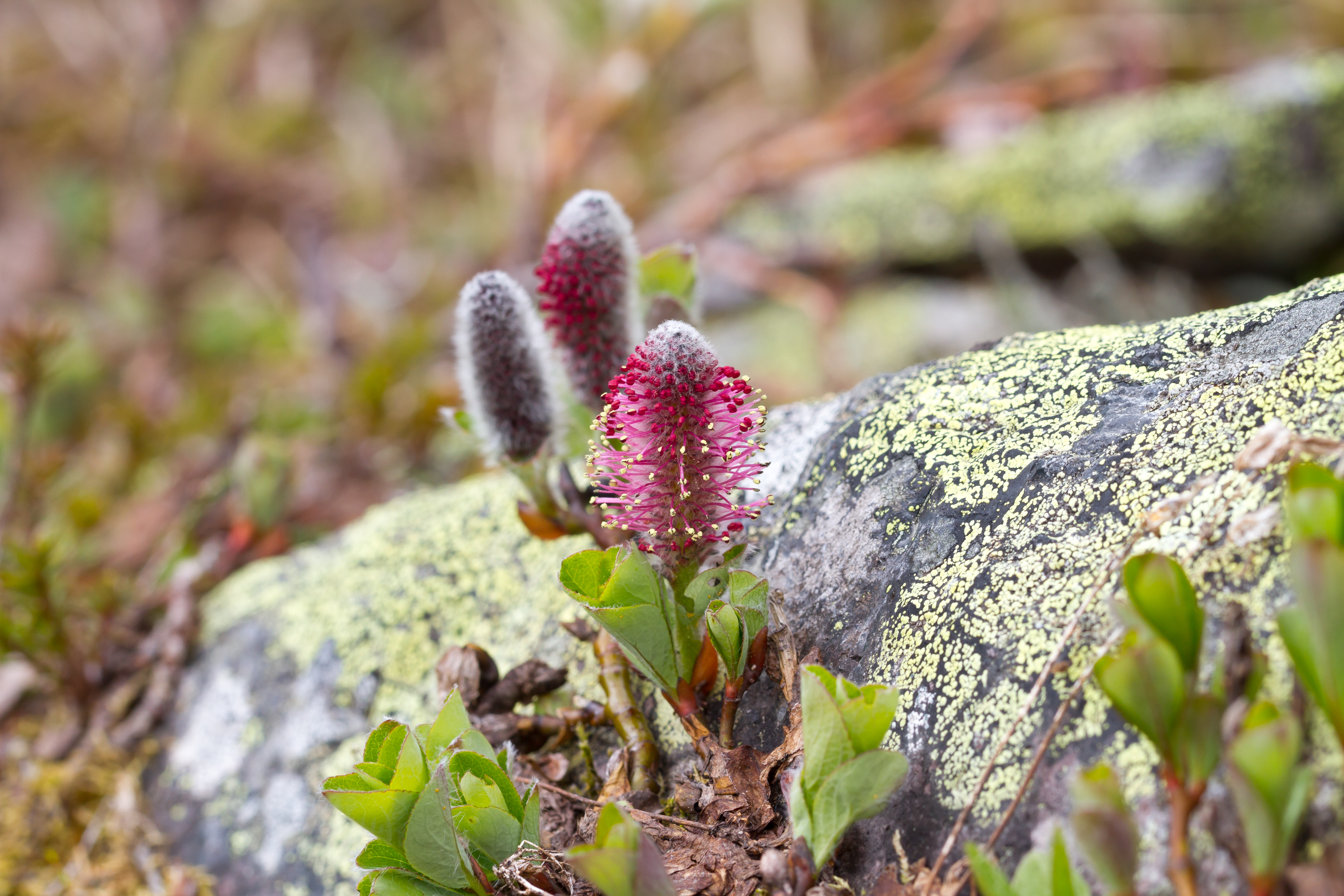
Wierzba arktyczna

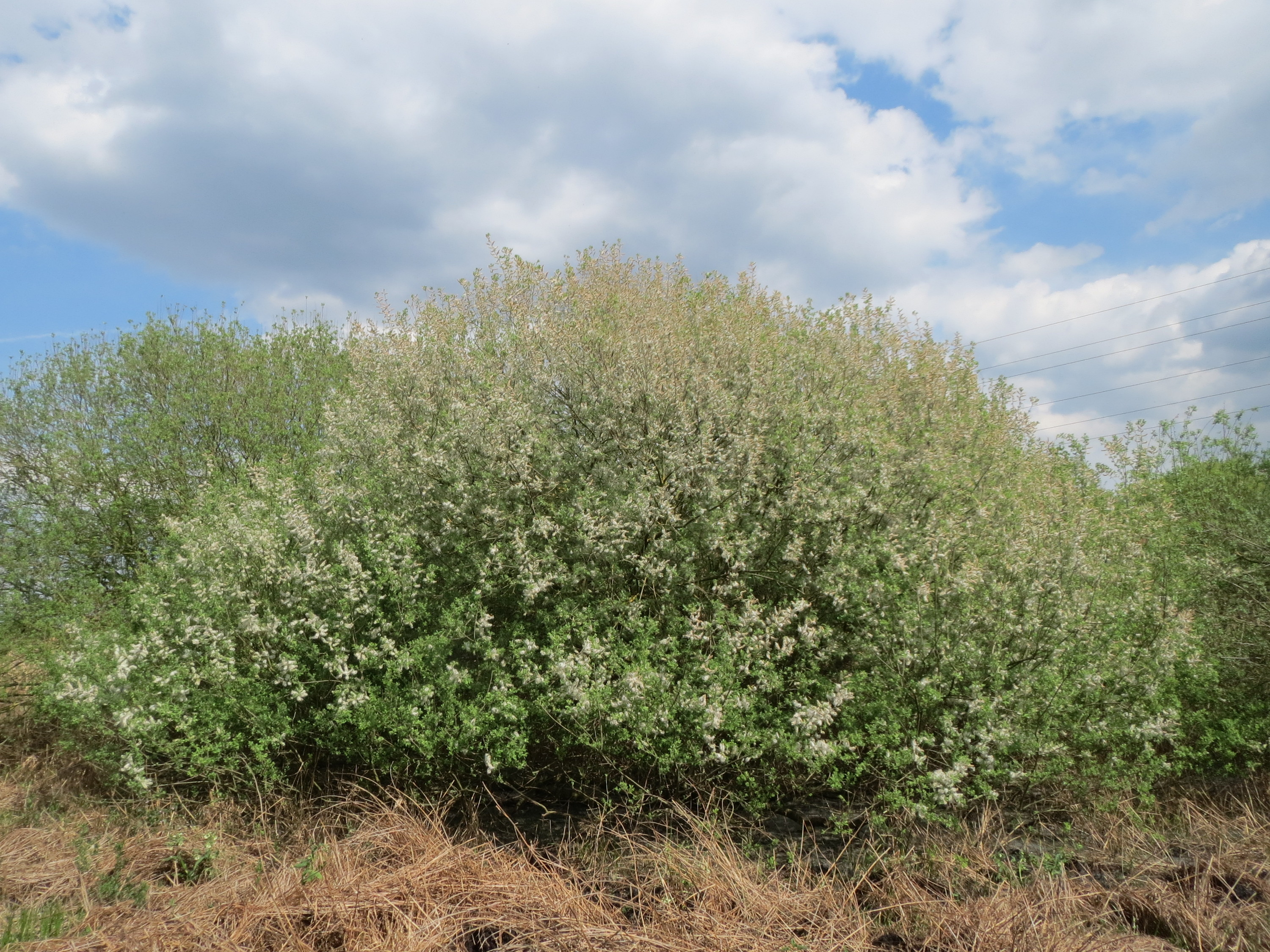
Wierzba szara

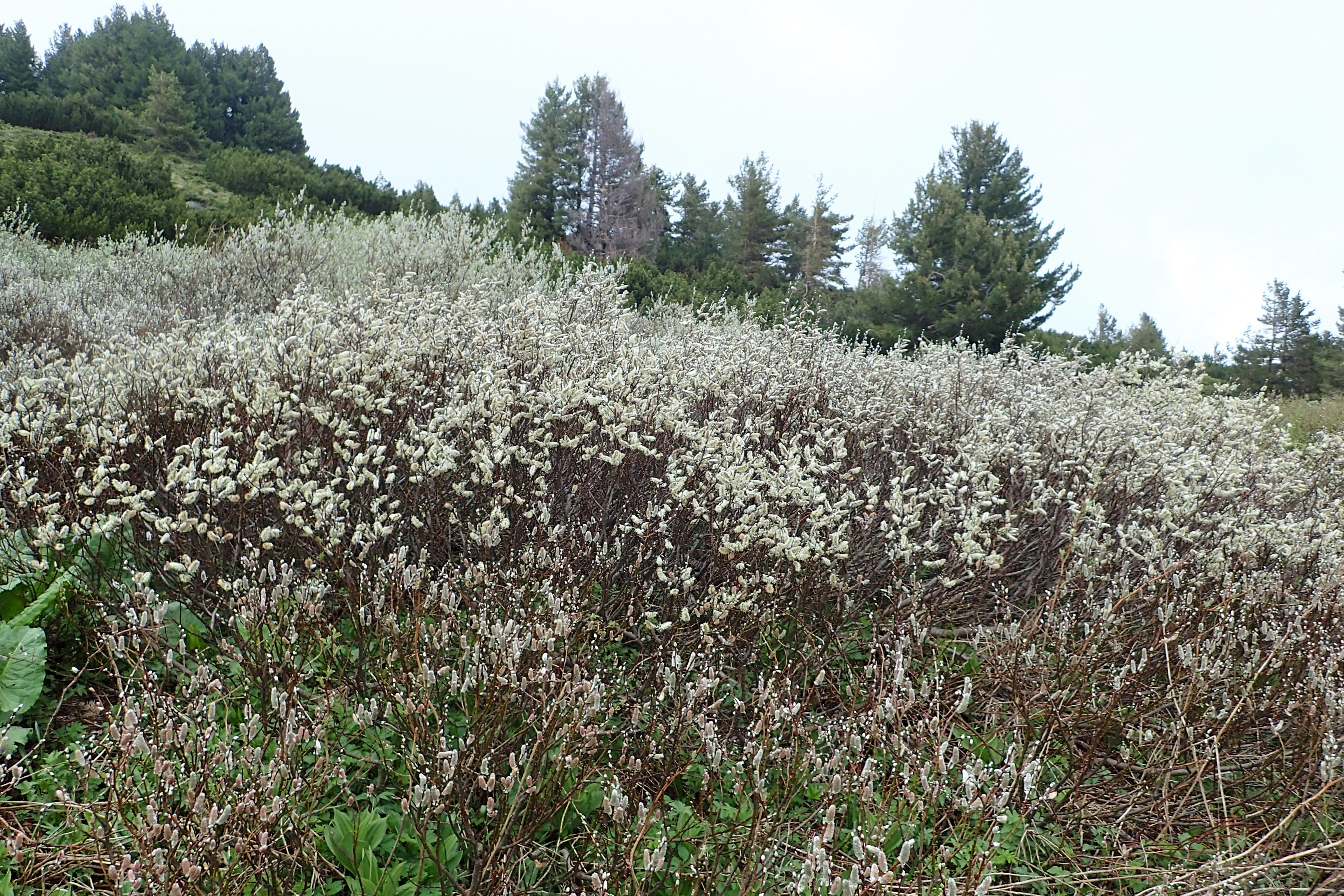
Wierzba lapońska

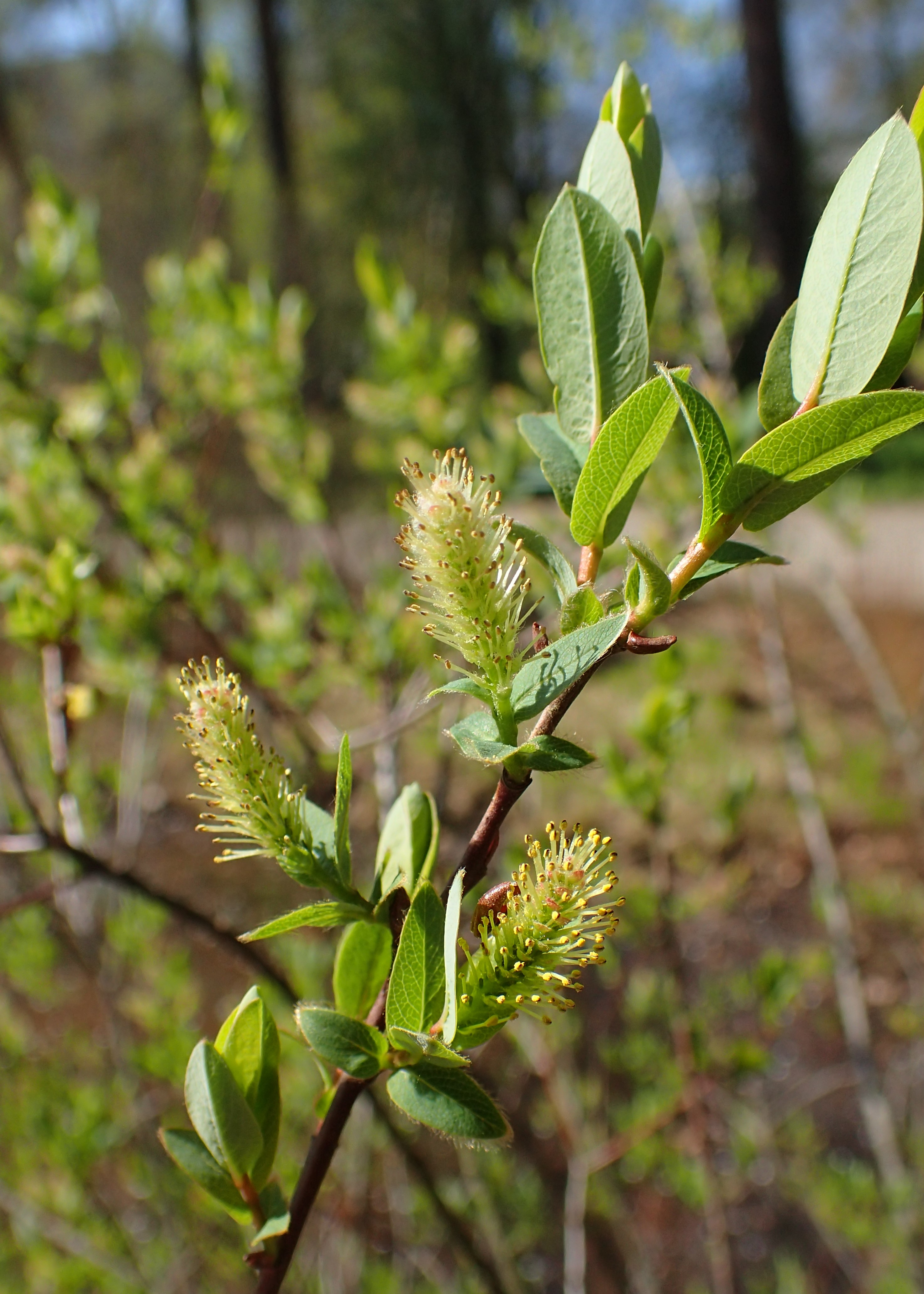
Wierzba borówkolistna

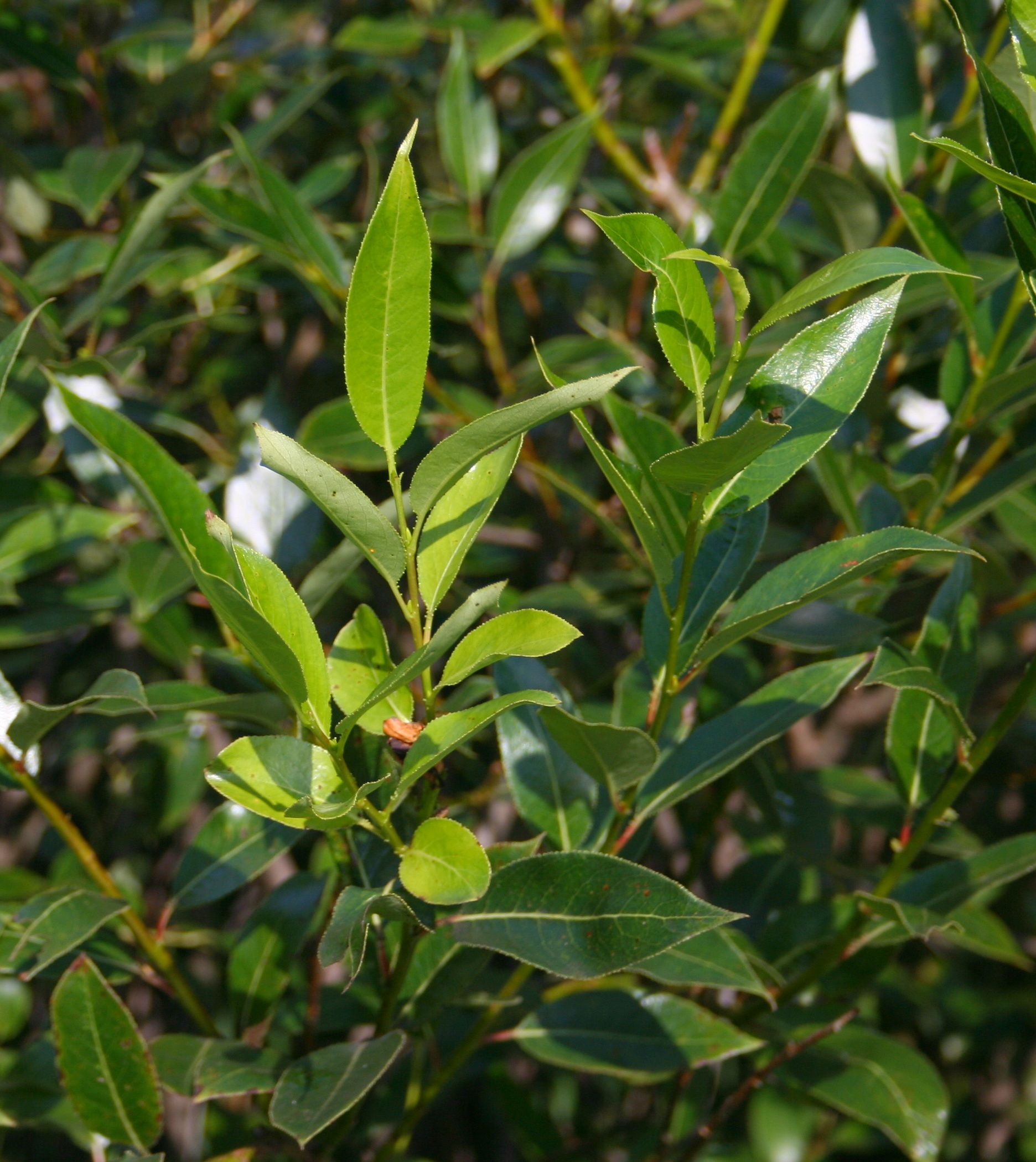
Wierzba pięciopręcikowa

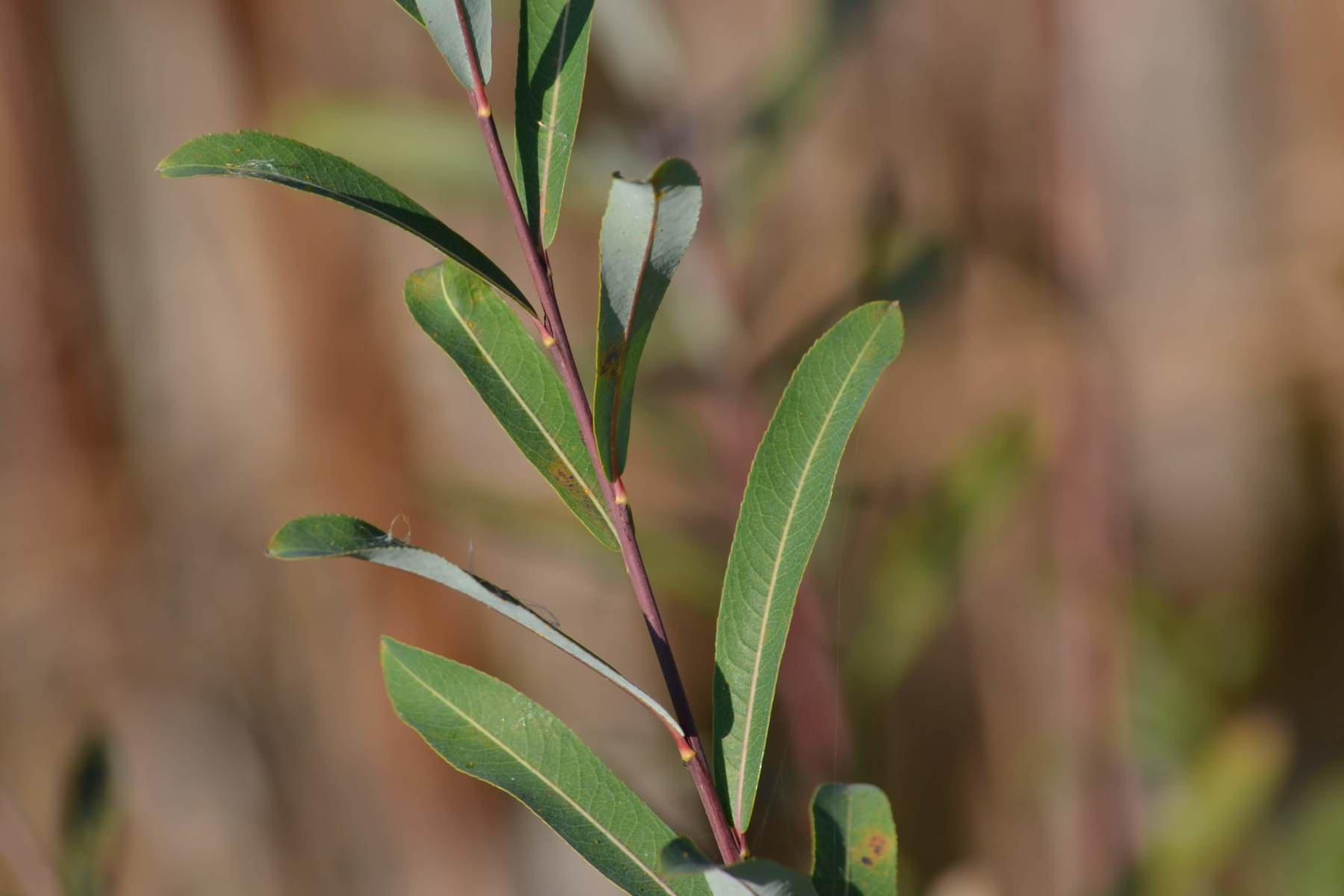
Wierzba purpurowa

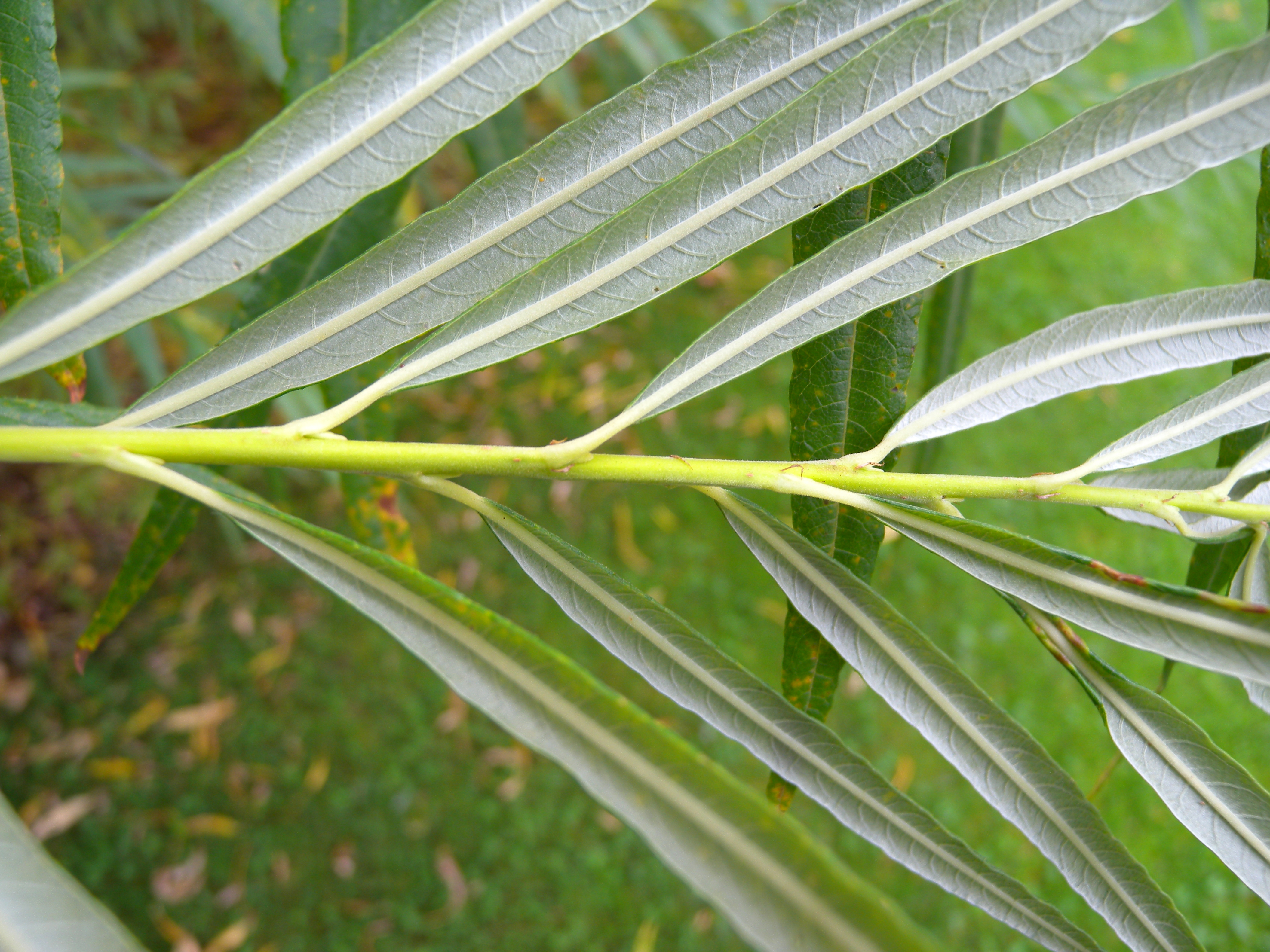
Wierzba wiciowa

- Salix × aberrans A.Camus & E.G.Camus
- Salix abscondita Laksch.
- Salix acmophylla Boiss.
- Salix acutifolia Willd. – wierzba ostrolistna
- Salix aegyptiaca L.
- Salix aeruginosa E.Carranza
- Salix alatavica Kar. ex Stschegl.
- Salix alaxensis (Andersson) Coville
- Salix alba L. – wierzba biała
- Salix alexii-skvortzovii A.P.Khokhr.
- Salix × algista C.K.Schneid.
- Salix alpina Scop. – wierzba alpejska
- Salix × altobracensis H.J.Coste
- Salix × ambigua Ehrh.
- Salix × amoena Fernald
- Salix × ampherista C.K.Schneid.
- Salix amphibola C.K.Schneid.
- Salix amplexicaulis Bory & Chaub.
- Salix amygdaloides Andersson
- Salix anatolica Ziel. & D.Tomasz.
- Salix × angusensis Rech.f.
- Salix annulifera C.Marquand & Airy Shaw
- Salix anticecrenata Kimura
- Salix apennina A.K.Skvortsov
- Salix apoda Trautv.
- Salix appendiculata Vill.
- Salix × arakiana Koidz.
- Salix arbuscula L.
- Salix arbusculoides Andersson
- Salix arbutifolia Pall.
- Salix arctica Pall. – wierzba arktyczna
- Salix arctophila Cockerell
- Salix × ardana Ziel. & Petrova
- Salix × argusii B.Boivin
- Salix argyracea E.L.Wolf
- Salix argyrocarpa Andersson
- Salix argyrophegga C.K.Schneid.
- Salix argyrotrichocarpa C.F.Fang
- Salix × arikae H.Ohashi & Yonek.
- Salix arizonica Dorn
- Salix armenorossica A.K.Skvortsov
- Salix arrigonii Brullo
- Salix × aschersoniana Seemen
- Salix athabascensis Raup
- Salix atopantha C.K.Schneid.
- Salix atrocinerea Brot.
- Salix × atroelaeagnos L.Serra & M.B.Crespo
- Salix aurita L. – wierzba uszata
- Salix × austriaca Host
- Salix austrotibetica N.Chao
- Salix babylonica L. – wierzba babilońska
- Salix baileyi C.K.Schneid.
- Salix baladehensis Maassoumi, Moeeni & Rahimin.
- Salix balansae Seemen
- Salix balfouriana C.K.Schneid.
- Salix × balfourii E.F.Linton
- Salix ballii Dorn
- Salix bangongensis Z.Wang & C.F.Fang
- Salix barclayi Andersson
- Salix barrattiana Hook.
- Salix bebbiana Sarg.
- Salix × beckiana Beck
- Salix berberifolia Pall.
- Salix × besschelii B.Boivin
- Salix bicolor Ehrh. ex Willd. – wierzba dwubarwna
- Salix bikouensis Y.L.Chou
- Salix biondiana Seemen
- Salix bistyla Hand.-Mazz.
- Salix blakii Goerz
- Salix × blakolgae Drobow
- Salix blinii H.Lév.
- Salix × blyttiana Andersson
- Salix × boettcheri Seemen
- Salix bonplandiana Kunth
- Salix boothii Dorn
- Salix borealis Fr.
- Salix bouffordii A.K.Skvortsov
- Salix × boulayi F.Gérard
- Salix brachycarpa Nutt.
- Salix brachypoda (Trautv. & C.A.Mey.) Kom.
- Salix × brachypurpurea B.Boivin
- Salix breviserrata Flod.
- Salix breweri Bebb
- Salix brutia Brullo & G.Spamp.
- Salix bulkingensis Chang Y.Yang
- Salix × buseri Favrat
- Salix cacuminis A.K.Skvortsov
- Salix caesia Vill.
- Salix calcicola Fernald & Wiegand
- Salix × calliantha Jos.Kern.
- Salix calostachya Andersson
- Salix calyculata Hook.f. ex Andersson
- Salix cana M.Martens & Galeotti
- Salix candida Flüggé ex Willd.
- Salix × canescens Willd.
- Salix caprea L. – wierzba iwa
- Salix × capreola A.Kern. ex Andersson
- Salix capusii Franch.
- Salix cardiophylla Trautv. & C.A.Mey.
- Salix carmanica Bornm.
- Salix caroliniana Michx.
- Salix cascadensis Cockerell
- Salix caspica Pall.
- Salix cathayana Diels
- Salix caucasica Andersson
- Salix cavaleriei H.Lév.
- Salix × cernua E.F.Linton
- Salix chaenomeloides Kimura
- Salix chamissonis Andersson
- Salix characta C.K.Schneid.
- Salix × charrieri Chass.
- Salix cheilophila C.K.Schneid.
- Salix chevalieri Seemen
- Salix chienii Cheng
- Salix chikungensis C.K.Schneid.
- Salix chlorolepis Fernald
- Salix cinerea L. – wierzba szara
- Salix clathrata Hand.-Mazz.
- Salix × coerulescens Döll
- Salix coggygria Hand.-Mazz.
- Salix columbiana Argus
- Salix coluteoides Mirb.
- Salix commutata Bebb
- Salix × confinis A.Camus & E.G.Camus
- Salix × conifera Wangenh.
- Salix contortiapiculata P.I.Mao & W.Z.Li
- Salix cordata Michx. – wierzba gęstolistna
- Salix × cottetii A.Kern.
- Salix crataegifolia Bertol.
- Salix × cremnophila Kimura
- Salix × cryptodonta Fernald
- Salix cupularis Rehder
- Salix cyanolimenaea Hance
- Salix dabeshanensis B.C.Ding & T.B.Chao
- Salix daguanensis P.I.Mao & P.X.He
- Salix daliensis C.F.Fang & S.D.Zhao
- Salix daltoniana Andersson
- Salix dalungensis Z.Wang & P.Y.Fu
- Salix daphnoides Vill. – wierzba wawrzynkowa
- Salix delavayana Hand.-Mazz.
- Salix delnortensis C.K.Schneid.
- Salix denticulata Andersson
- Salix × devestita Arv.-Touv.
- Salix dibapha C.K.Schneid.
- Salix × dichroa Döll
- Salix × dieckiana Suksd.
- Salix × digenea Jos.Kern.
- Salix discolor Muhl.
- Salix disperma Roxb. ex D.Don
- Salix dissa C.K.Schneid.
- Salix divaricata Pall.
- Salix divergentistyla C.F.Fang
- Salix doii Hayata
- Salix dolichostachya Flod.
- Salix donggouxianica C.F.Fang
- Salix × doniana Sm.
- Salix driophila C.K.Schneid.
- Salix drummondiana Barratt ex Hook.
- Salix dshugdshurica A.K.Skvortsov
- Salix × dutillyi Lepage
- Salix eastwoodiae Cockerell ex A.Heller
- Salix elbrusensis Boiss.
- Salix eleagnos Scop. – wierzba siwa
- Salix elymaitica Maassoumi
- Salix × erdingeri A.Kern.
- Salix × eriocataphylla Kimura
- Salix × eriocataphylloides  Kimura
- Salix eriocephala Michx. – wierzba amerykanka
- Salix erioclada H.Lév. & Vaniot
- Salix eriostachya Wall. ex Andersson
- Salix ernestii C.K.Schneid.
- Salix erythrocarpa Kom.
- Salix × erythroclados Simonk.
- Salix etosia C.K.Schneid.
- Salix × euerata Kimura
- Salix × euryadenia Ausserd. ex A.Kern.
- Salix euxina I.V.Belyaeva
- Salix excelsa S.G.Gmel.
- Salix exigua Nutt.
- Salix × expectata Rivas Mart., T.E.Díaz, Fern.Prieto, Loidi & Penas
- Salix famelica (C.R.Ball) Argus
- Salix fargesii Burkill
- Salix farriae C.R.Ball
- Salix faxonianoides Z.Wang & P.Y.Fu
- Salix fedtschenkoi Goerz
- Salix × felina Buser ex A.Camus & E.G.Camus
- Salix fengiana C.F.Fang & Chang Y.Yang
- Salix × finnmarchica Willd.
- Salix firouzkuhensis Maassoumi
- Salix flabellaris Andersson
- Salix floccosa Burkill
- Salix floridana Chapm.
- Salix × flueggeana Willd.
- Salix foetida Schleich. ex DC.
- Salix × forbesiana Druce
- Salix × forbyana Sm.
- Salix forrestii K.S.Hao ex C.F.Fang & A.K.Skvortsov
- Salix × fragilis L. – wierzba krucha
- Salix × friesiana Andersson
- Salix × fruticosa Döll
- Salix fruticulosa Andersson
- Salix fulvopubescens Hayata
- Salix fuscescens Andersson
- Salix futura Seemen
- Salix × gaspensis C.K.Schneid.
- Salix geyeriana Andersson
- Salix gilashanica Z.Wang & P.Y.Fu
- Salix gilgiana Seemen
- Salix × gillotii A.Camus & E.G.Camus
- Salix glabra Scop.
- Salix glareorum P.I.Mao & W.Z.Li
- Salix × glatfelteri C.K.Schneid.
- Salix glauca L.
- Salix gmelinii Pall.
- Salix gonggashanica C.F.Fang & A.K.Skvortsov
- Salix gooddingii C.R.Ball
- Salix gordejevii Y.L.Chang & Skvortsov
- Salix gracilior (Siuzew) Nakai
- Salix gracilistyla Miq.
- Salix × gracilistyliformis  Korkina
- Salix × grahamii Borrer ex Baker
- Salix × grayi C.K.Schneid.
- Salix guinieri Chass. & Goerz
- Salix gussonei Brullo & G.Spamp.
- Salix gyamdaensis C.F.Fang
- Salix gyirongensis S.D.Zhao & C.F.Fang
- Salix × hachiojiensis Yoshiyama
- Salix hainanica A.K.Skvortsov
- Salix × hankensonii Dode
- Salix haoana W.P.Fang
- Salix × hapala Kimura
- Salix hartwegii Benth.
- Salix hastata L. – wierzba oszczepowata
- Salix × hatusimae Kimura
- Salix × hayatana Kimura
- Salix × hebecarpa (Fernald) Fernald
- Salix hegetschweileri Heer
- Salix heishuiensis N.Chao
- Salix helvetica Vill. – wierzba szwajcarska
- Salix herbacea L. – wierzba zielna
- Salix × hermaphroditica L.
- Salix heterochroma Seemen
- Salix hexandra Ehrh.
- Salix × hiraoana Kimura
- Salix × hirsutophylla A.Camus & E.G.Camus
- Salix × hirtii Strähler
- Salix × hisauchiana Koidz.
- Salix hookeriana Barratt ex Hook.
- Salix × hostii A.Kern.
- Salix × hudsonensis C.K.Schneid.
- Salix hukaoana Kimura
- Salix humboldtiana Willd.
- Salix humilis Marshall
- Salix hupehensis K.S.Hao ex C.F.Fang & A.K.Skvortsov
- Salix hylonoma C.K.Schneid.
- Salix hypoleuca Seemen
- Salix × ikenoana Kimura
- Salix iliensis Regel
- Salix inamoena Hand.-Mazz.
- Salix integra Thunb. – wierzba całolistna
- Salix interior Rowlee
- Salix × intermedia Host
- Salix × inticensis Huter
- Salix ionica Brullo, F.Scelsi & G.Spamp.
- Salix irrorata Andersson
- Salix issatissensis Maassoumi, Moeeni & Rahimin.
- Salix × iwahisana Kimura
- Salix jaliscana M.E.Jones
- Salix × jamesensis Lepage
- Salix japonica Thunb.
- Salix × japopina Kimura
- Salix jejuna Fernald
- Salix jenisseensis (F.Schmidt) Flod.
- Salix jepsonii C.K.Schneid.
- Salix × jesupii Fernald
- Salix jinchuanica N.Chao
- Salix jingdongensis C.F.Fang
- Salix juparica Goerz ex Rehder & Kobuski
- Salix jurtzevii A.K.Skvortsov
- Salix kalarica (A.K.Skvortsov) Vorosch.
- Salix kamanica Z.Wang & P.Y.Fu
- Salix × kamikotica Kimura
- Salix kangdingensis S.D.Zhao & C.F.Fang
- Salix kangensis Nakai
- Salix kaptarae Cambria, C.Brullo & Brullo
- Salix karelinii Turcz. ex Stschegl.
- Salix × kawamurana Kimura
- Salix kazbekensis A.K.Skvortsov
- Salix khokhriakovii A.K.Skvortsov
- Salix kikodseae Goerz
- Salix kirilowiana Stschegl.
- Salix kochiana Trautv.
- Salix koeieana A.K.Skvortsov
- Salix × koidzumii Kimura
- Salix × koiei Kimura
- Salix kongbanica Z.Wang & P.Y.Fu
- Salix koriyanagi Kimura ex Goerz
- Salix kouytchensis C.K.Schneid.
- Salix × krausei Andersson
- Salix krylovii E.L.Wolf
- Salix × kudoi Kimura
- Salix kungmuensis P.I.Mao & W.Z.Li
- Salix kunyangensis S.S.Ying
- Salix kusanoi (Hayata) C.K.Schneid.
- Salix kuznetzowii Laksch. ex Goerz
- Salix lacus-tari Maassoumi & Kazempour
- Salix laevigata Bebb
- Salix laggeri Wimm.
- Salix lamashanensis K.S.Hao ex C.F.Fang & A.K.Skvortsov
- Salix × lambertiana Sm.
- Salix lanata L.
- Salix lanifera C.F.Fang & S.D.Zhao
- Salix lapponum L. – wierzba lapońska
- Salix × laschiana Zahn
- Salix lasiandra Benth.
- Salix lasiolepis Benth.
- Salix × latifolia J.Forbes
- Salix × laurentiana Fernald
- Salix × laurina Sm.
- Salix ledebouriana Trautv.
- Salix ledermannii Seemen
- Salix × legionensis Llamas & Penas
- Salix × leiophylla A.Camus & E.G.Camus
- Salix lemmonii Bebb
- Salix × leucopithecia Kimura
- Salix ligulifolia (C.R.Ball) C.R.Ball ex C.K.Schneid.
- Salix limprichtii Pax & K.Hoffm.
- Salix lindleyana Wall. ex Andersson
- Salix × lintonii A.Camus & E.G.Camus
- Salix liouana C.Wang & Chang Y.Yang
- Salix × litigiosa A.Camus & E.G.Camus
- Salix × lochsiensis D.J.Tennant
- Salix longiflora Wall. ex Andersson
- Salix × longissima T.E.Díaz & J.Andrés
- Salix longissimipedicellar is N.Chao ex P.I.Mao
- Salix longistamina Z.Wang & P.Y.Fu
- Salix lucida Muhl.
- Salix luctuosa H.Lév.
- Salix × ludibunda A.Camus & E.G.Camus
- Salix × ludificans F.B.White
- Salix ludingensis T.Y.Ding & C.F.Fang
- Salix ludlowiana A.K.Skvortsov
- Salix lutea Nutt.
- Salix luzhongensis X.W.Li & Y.Q.Zhu
- Salix × lyonensis D.J.Tennant
- Salix maccalliana Rowlee
- Salix macroblasta C.K.Schneid.
- Salix maerkangensis N.Chao
- Salix magnifica Hemsl.
- Salix × marchettii Merli & F.Martini
- Salix × margaretae Seemen
- Salix × margarita F.B.White
- Salix × mariana Wol.
- Salix × maritima Hartig
- Salix × matsumurae Seemen
- Salix mazzettiana N.Chao
- Salix medogensis Y.L.Chou
- Salix × meikleana D.J.Tennant
- Salix melanopsis Nutt.
- Salix mesnyi Hance
- Salix metaglauca Chang Y.Yang
- Salix mexicana Seemen
- Salix × meyeriana Rostk. ex Willd.
- Salix michelsonii Goerz ex Nasarow
- Salix microstachya Turcz. ex Trautv.
- Salix × microstemon Kimura
- Salix mielichhoferi Saut.
- Salix minjiangensis N.Chao
- Salix miyabeana Seemen
- Salix × mollissima Hoffm. ex Elwert
- Salix monochroma C.R.Ball
- Salix × montana Host
- Salix monticola Bebb
- Salix morrisonicola Kimura
- Salix moupinensis Franch.
- Salix mucronata Thunb.
- Salix muliensis Goerz
- Salix × multinervis Döll
- Salix myricoides Muhl.
- Salix myrsinifolia Salisb. – wierzba czarniawa
- Salix myrsinites L.
- Salix myrtillacea Andersson
- Salix myrtillifolia Andersson
- Salix myrtilloides L. – wierzba borówkolistna
- Salix × myrtoides Döll
- Salix nakamurana Koidz.
- Salix nasarovii A.K.Skvortsov
- Salix × nasuensis Kimura
- Salix nebrodensis C.Brullo, Brullo, Cambria & Giusso
- Salix neoamnematchinensis T.Y.Ding & C.F.Fang
- Salix neolapponum Chang Y.Yang
- Salix × neuburgensis Erdner
- Salix niedzwieckii Goerz
- Salix nigra Marshall
- Salix niphoclada Rydb.
- Salix nipponica Franch. & Sav.
- Salix nivalis Hook.
- Salix × nobrei Samp. ex Cout.
- Salix × notha Andersson
- Salix nujiangensis N.Chao
- Salix nummularia Andersson
- Salix nuristanica A.K.Skvortsov
- Salix obscura Andersson
- Salix × obtusata Fernald
- Salix × obtusifolia Willd.
- Salix ochetophylla Goerz
- Salix okamotoana Koidz.
- Salix × oleifolia Vill.
- Salix olgae Regel
- Salix omeiensis C.K.Schneid.
- Salix × onychiophylla Andersson
- Salix opsimantha C.K.Schneid.
- Salix oreinoma C.K.Schneid.
- Salix oreophila Hook.f. ex Andersson
- Salix orestera C.K.Schneid.
- Salix oritrepha C.K.Schneid.
- Salix oropotamica Brullo, F.Scelsi & G.Spamp.
- Salix ovalifolia Trautv.
- Salix pantosericea Goerz
- Salix paradoxa Kunth
- Salix paraflabellaris S.D.Zhao
- Salix paraheterochroma Z.Wang & P.Y.Fu
- Salix × paraleuca Fernald
- Salix paraphylicifolia Chang Y.Yang
- Salix paraplesia C.K.Schneid.
- Salix paratetradenia Z.Wang & P.Y.Fu
- Salix parvidenticulata C.F.Fang
- Salix × peasei Fernald
- Salix pedicellaris Pursh
- Salix pedicellata Desf.
- Salix × pedionoma Kimura
- Salix × pedunculata Fernald
- Salix pella C.K.Schneid.
- Salix pellita (Andersson) Bebb
- Salix × peloritana Prestandr. ex Tineo
- Salix × pendulina Wender. – wierzba zwisająca
- Salix pentandra L. – wierzba pięciopręcikowa
- Salix pentandrifolia Sennikov
- Salix × permixta Jeanne Webb
- Salix permollis C.Wang & C.Y.Yu
- Salix × perthensis Druce
- Salix petiolaris Sm.
- Salix petrophila Rydb.
- Salix × phaeophylla Andersson
- Salix phaidima C.K.Schneid.
- Salix phanera C.K.Schneid.
- Salix phlebophylla Andersson
- Salix phylicifolia L.
- Salix pierotii Miq.
- Salix pilosomicrophylla Z.Wang & P.Y.Fu
- Salix piptotricha Hand.-Mazz.
- Salix × pithoensis Rouy
- Salix planifolia Pursh
- Salix plectilis Kimura
- Salix plocotricha C.K.Schneid.
- Salix polaris Wahlenb. – wierzba polarna
- Salix polyclona C.K.Schneid.
- Salix × pormensis T.E.Díaz & Llamas
- Salix × praegaudens H.Ohashi & Yoshiyama
- Salix praticola Hand.-Mazz. ex Enander
- Salix × princeps-ourayi Kelso
- Salix prolixa Andersson
- Salix psammophila C.Wang & Chang Y.Yang
- Salix pseudocalyculata Kimura
- Salix pseudodepressa A.K.Skvortsov
- Salix × pseudodoniana Rouy
- Salix × pseudoelaeagnos T.E.Díaz & Llamas
- Salix × pseudoglauca Andersson
- Salix pseudomedemii E.L.Wolf
- Salix pseudomonticola C.R.Ball
- Salix pseudomyrsinites Andersson
- Salix × pseudopaludicola Kimura
- Salix pseudopentandra (Flod.) Flod.
- Salix pseudopermollis C.Y.Yu & Chang Y.Yang
- Salix × pseudosalvifolia T.E.Díaz & E.Puente
- Salix pseudospissa Goerz ex Rehder & Kobuski
- Salix pseudotangii C.Wang & C.Y.Yu
- Salix pseudowallichiana Goerz ex Rehder & Kobuski
- Salix pseudowolohoensis K.S.Hao ex C.F.Fang & A.K.Skvortsov
- Salix psilostigma Andersson
- Salix pulchra Cham.
- Salix × punctata Wahlenb.
- Salix purpurea L. – wierzba purpurowa
- Salix pycnostachya Andersson
- Salix pyrenaica Gouan
- Salix pyrifolia Andersson
- Salix pyrolifolia Ledeb.
- Salix qamdoensis N.Chao & J.Liu
- Salix qinghaiensis Y.L.Chou
- Salix qinlingica C.Wang & N.Chao
- Salix × quercifolia Sennen ex Goerz
- Salix radinostachya C.K.Schneid.
- Salix raupii Argus
- Salix rectijulis Ledeb. ex Trautv.
- Salix recurvigemmata A.K.Skvortsov
- Salix rehderiana C.K.Schneid.
- Salix × reichardtii A.Kern.
- Salix reinii Franch. & Sav. ex Seemen
- Salix repens L. – wierzba płożąca
- Salix reptans Rupr.
- Salix resecta Diels
- Salix resectoides Hand.-Mazz.
- Salix reticulata L. – wierzba żyłkowana
- Salix retusa L. – wierzba wykrojona
- Salix × retusoides Jos.Kern.
- Salix rhamnifolia Pall.
- Salix rhododendrifolia Z.Wang & P.Y.Fu
- Salix rhododendroides C.Wang & C.Y.Yu
- Salix rhoophila C.K.Schneid.
- Salix × rijosa Rivas Mart., T.E.Díaz, Fern.Prieto, Loidi & Penas
- Salix riskindii M.C.Johnst.
- Salix rizeensis Güner & J.Ziel.
- Salix rockii Goerz ex Rehder & Kobuski
- Salix rorida Laksch.
- Salix rosmarinifolia L.
- Salix rotundifolia Trautv.
- Salix × rubella Bebb ex Rowlee & Wiegand
- Salix × rubra Huds.
- Salix × rubriformis Tourlet
- Salix × rugulosa Andersson
- Salix rupifraga Koidz.
- Salix × sadleri Syme
- Salix sajanensis Nasarow
- Salix × sakaii H.Ohashi & Yonek.
- Salix × sakamakiensis Yoshiyama
- Salix salviifolia Brot.
- Salix salwinensis Hand.-Mazz. ex Enander
- Salix saposhnikovii A.K.Skvortsov
- Salix saxatilis Turcz. ex Ledeb.
- Salix × saxetana F.B.White
- Salix × schaburovii I.V.Belyaeva
- Salix × schatilowii R.I.Schröd. ex Dippel
- Salix × schatzii Sagorski
- Salix × schneideri B.Boivin
- Salix × scholzii Rouy
- Salix × schumanniana Seemen
- Salix schwerinii E.L.Wolf
- Salix sclerophylla Andersson
- Salix scouleriana Barratt ex Hook.
- Salix × scrobigera Wol.
- Salix × secerneta F.B.White
- Salix × semimyrtilloides A.Camus & E.G.Camus
- Salix × seminigricans A.Camus & E.G.Camus
- Salix × semireticulata F.B.White
- Salix × semiviminalis E.L.Wolf
- Salix × sendaica Kimura
- Salix sericea Marshall
- Salix sericocarpa Andersson
- Salix × seringeana Gaudin
- Salix serissima (L.H.Bailey ex Arthur) Fernald
- Salix serpillifolia Scop.
- Salix × sesquitertia F.B.White
- Salix sessilifolia Nutt.
- Salix setchelliana C.R.Ball
- Salix shandanensis C.F.Fang
- Salix shangchengensis B.C.Ding & T.B.Chao
- Salix shihtsuanensis C.Wang & C.Y.Yu
- Salix shiraii Seemen
- Salix × sibyllina F.B.White
- Salix sichotensis Kharkev. & Vyschin
- Salix sieboldiana Blume
- Salix × sigemitui Kimura
- Salix sikkimensis Andersson
- Salix silesiaca Willd. – wierzba śląska
- Salix silicicola Raup
- Salix × simulatrix F.B.White
- Salix sinica (K.S.Hao ex C.F.Fang & A.K.Skvortsov) G.H.Zhu
- Salix sinopurpurea C.Wang & Chang Y.Yang
- Salix × sirakawensis Kimura
- Salix sitchensis Sanson ex Bong.
- Salix × sobrina F.B.White
- Salix × solheimii Kelso
- Salix songarica Andersson
- Salix spathulifolia Seemen
- Salix × speciosa Host
- Salix sphaeronymphe Goerz
- Salix sphenophylla A.K.Skvortsov
- Salix spodiophylla Hand.-Mazz.
- Salix staintoniana A.K.Skvortsov
- Salix starkeana Willd. – wierzba śniada
- Salix stolonifera Coville
- Salix stomatophora Flod.
- Salix × straehleri Seemen
- Salix × strepida J.Forbes
- Salix × subglabra A.Kern.
- Salix subopposita Miq.
- Salix × subsericea Döll
- Salix suchowensis W.C.Cheng
- Salix × sugayana Kimura
- Salix sumiyosensis Kimura
- Salix sungkianica Y.L.Chou & Skvortsov
- Salix tagawana Koidz.
- Salix taipaiensis Chang Y.Yang
- Salix taishanensis C.Wang & C.F.Fang
- Salix taiwanalpina Kimura
- Salix × tamagawaensis Yoshiyama & Yamaguchi
- Salix × tambaensis Koidz. & Araki
- Salix tangii K.S.Hao ex C.F.Fang & A.K.Skvortsov
- Salix × taoensis Goerz ex Rehder & Kobuski
- Salix taraikensis Kimura
- Salix tarbagataica Chang Y.Yang
- Salix tarraconensis Pau
- Salix taxifolia Kunth
- Salix × taylorii Rech.f.
- Salix tenella C.K.Schneid.
- Salix tengchongensis C.F.Fang
- Salix tenuijulis Ledeb.
- Salix × tetrapla Walk.
- Salix tetrasperma Roxb.
- Salix × thaymasta Kimura
- Salix thomsoniana Andersson
- Salix thorelii Dode
- Salix thurberi Rowlee
- Salix tianschanica Regel
- Salix tibetica Goerz ex Rehder & Kobuski
- Salix × tomentella A.Camus & E.G.Camus
- Salix tonkinensis Seemen
- Salix trabzonica A.K.Skvortsov
- Salix tracyi C.R.Ball
- Salix triandra L. – wierzba trójpręcikowa
- Salix triandroides W.P.Fang
- Salix trichocarpa C.F.Fang
- Salix tschujensis (Bolsch.) Baikov
- Salix tschuktschorum A.K.Skvortsov
- Salix turanica Nasarow
- Salix turczaninowii (Laksch.)
- Salix × turfosa A.Camus & E.G.Camus
- Salix turnorii Raup
- Salix × turumatii Kimura
- Salix tweedyi (Bebb) C.R.Ball
- Salix tyrrellii Raup
- Salix tyrrhenica Brullo, F.Scelsi & Spamp.
- Salix udensis (Wimm.) Trautv. & C.A.Mey. – wierzba sachalińska
- Salix uralicola I.V.Belyaeva
- Salix ustnerensis (Bolsch.) Baikov ex A.V.Grebenjuk & Czepinoga
- Salix uva-ursi Pursh
- Salix variegata Franch.
- Salix × velchevii Ziel. & Pancheva
- Salix vestita Pursh
- Salix × viciosorum Sennen & Pau
- Salix viminalis L. – wierzba wiciowa
- Salix vinogradovii A.K.Skvortsov
- Salix viridiformis Maassoumi
- Salix vulpina Andersson
- Salix × waghornei Rydb.
- Salix waldsteiniana Willd.
- Salix weixiensis Y.L.Chou
- Salix × wiegandii Fernald
- Salix wilhelmsiana M.Bieb.
- Salix × wimmeri A.Kern.
- Salix wolfii Bebb
- Salix wolohoensis C.K.Schneid.
- Salix × woloszczakii Zalewski
- Salix × wrightii Andersson
- Salix wuxuhaiensis N.Chao
- Salix × wyomingensis Rydb.
- Salix xanthicola K.I.Chr.
- Salix xiaoguangshanica Y.L.Chou & N.Chao
- Salix xizangensis Y.L.Chou
- Salix yanbianica C.F.Fang & Chang Y.Yang
- Salix yuhuangshanensis C.Wang & C.Y.Yu
- Salix yumenensis H.L.Yang
- Salix zangica N.Chao
- Salix zayunica Z.Wang & C.F.Fang
- Salix × zhataica Efimova, Shurduk & Ahti
- Salix zhegushanica N.Chao